# Allison Dome
Koordinaten: 73° 33′ S, 70° 36′ O
Der Allison Dome ist ein markanter und isolierter Eisdom im ostantarktischen Mac-Robertson-Land. Er ragt 58 km östlich des südlichen Endes des Mawson Escarpment auf.
Fotografiert wurde das Objekt 1960 im Zuge der Australian National Antarctic Research Expeditions. Ein australischer Vermessungstrupp legte unweit des Doms im Jahr 1972 ein Treibstofflager an. Das Antarctic Names Committee of Australia (ANCA) benannte ihn nach Ian
Frederick Allison, Glaziologe auf der Mawson-Station im Jahr 1969 und von 1972 bis 1974 an der Vermessung der Prince Charles Mountains beteiligt.